# Cugand-la-Bernardière
Cugand-la-Bernardière község Franciaország Loire mente régiójában, Vendée megyében. Új községként 2025. január 1-jén jött létre Cugand és La Bernardière község egyesítésével. Lakosainak száma 5659 fő (2022. január 1.).

## Népesség
| 2021 | 5 565 |
| 2022 | 5 659 |